# Фа-дієз мінор
Фа-дієз мінор (англ. F-sharp minor, нім. fis-Moll) — мінорна тональність, тонікою якої є звук фа-дієз. Гама фа-дієз мінор містить звуки:
 фа♯ - соль♯ - ля - сі - до♯ - ре - мі
 F♯ - G♯ - A - B - C♯ - D - E.
Паралельна тональність — ля мажор, однойменний мажор — фа-дієз мажор. Фа-дієз мінор має три дієзи біля ключа (фа-, до-, соль-).

## Найвідоміші твори, написані в цій тональності
- Й. С. Бах — Прелюдія і фуга з 1-го та 2-го зошитів ДТК
- Й. Гайдн  — Симфонія №45 "Прощальна"
- М. Лисенко — Елегія
- Майкл Джексон «Billie Jean»